# Tedi López Mills
Tedi López Mills (1959, Ciudad de México) es una poeta, traductora y escritora mexicana, ganadora de diversos premios internacionales entre ellos el Premio Xavier Villaurrutia.

## Biografía
Estudió los primeros tres años de la licenciatura de filosofía en la UNAM y la terminó en la Universidad de la Sorbona en París. Realizó más tarde estudios de maestría en la misma en literatura hispanoamericana. En 1994, obtuvo la beca "Jóvenes Creadores" del Fondo Nacional para la Cultura y las Artes.

## Reconocimientos
- Premio Nacional de Poesía Efraín Huerta, 1994.
- Premio Nacional de Literatura José Fuentes Mares, 2006.
- Premio Xavier Villaurrutia de Escritores para Escritores, 2009; por su libro Muerte en la Rúa Augusta.[3]
- Premio de Narrativa Antonin Artaud, 2013.
- Tuvo la primera beca de poesía de la ahora extinta Fundación Octavio Paz en 1998, la beca de Jóvenes Creadores en 1994, y actualmente pertenece al Sistema Nacional de Creadores de Arte.

## Obras
- Cinco estaciones, 1989.
- Un lugar ajeno, 1993.
- Segunda persona, 1994 (Premio Nacional de Poesía Efraín Huerta).
- Glosas, 1997.
- Horas, 2000.
- Luz por aire y agua, 2002.
- Un jardín, cinco noches (y otros poemas), 2005.
- Contracorriente, 2006 (Premio Nacional de Literatura José Fuentes Mares).
- Parafrasear, 2008.
- Muerte en la rúa Augusta, 2009 (Premio Xavier Villaurrutia de Escritores para Escritores).
- Amigo del perro cojo, 2014.
- Ha publicado además un libro sobre Mallarmé: La noche en blanco de Mallarmé, y una colección de ensayos narrativos: Libro de las explicaciones (Premio de Narrativa Antonin Artaud).
- La invención de un diario (Almadía).

En mayo de 2014 su libro Muerte en la rúa Augusta se tradujo al inglés y se publicó en la editorial inglesa Eyewear Publishing.